# Ayodhya
Ayodhya (Caribbean Hindustani: [əˈjoːdʱjaː] ⓘ) este un oraș situat pe malul râului Sarayu în statul indian Uttar Pradesh. Este sediul administrativ al districtului Ayodhya, precum și al diviziunii Ayodhya din Uttar Pradesh, India.
Ayodhya era cunoscută în istorie cu numele Saketa. Textele canonice timpurii ale budiștilor și jainiștilor menționează că liderii religioși Gautama Buddha și Mahavira au vizitat și au locuit în oraș. Textele jainiste îl descriu și ca locul de naștere a cinci tirthankaras și anume, Rishabhanatha, Ajitanatha, Abhinandananatha, Sumatinatha și Anantanatha, și îl asociază cu legendarul Bharata Chakravarti. Din perioada Gupta încoace, mai multe surse menționează Ayodhya și Saketa drept nume ale aceluiași oraș.
Orașul Ayodhya din legende, identificat popular ca Ayodhya de astăzi, este identificat în epicul Ramayana și în numeroasele sale versiuni drept locul de naștere al zeității hinduse Rama din Kosala și, prin urmare, este considerat primul dintre cele mai importante șapte locuri de pelerinaj pentru hinduși. Așa-numita dispută din Ayodhya a fost centrată pe moscheea Babri, construită între 1528–29 sub împăratul mogul Babur și despre care se spune că a înlocuit un templu care stătea pe locul de naștere al lui Rama. În 1992, o mulțime hindusă a demolat moscheea, provocând revolte în toată țara. În 2019, Curtea Supremă a Indiei a hotărât că terenul aparține guvernului în funcție de evidențele fiscale și a ordonat ca acesta să fie încredințat unui trust ca să construiască un templu hindus. De asemenea, a ordonat guvernului să dea în schimb un teren de 2 ha Consiliului Central al waqf-ului sunnit din Uttar Pradesh ca să construiască o altă moschee, teren achiziționat de Guvern la Dhannipur în districtul Ayodhya și pus la dispoziția Consiliului. Construcția templului hindus numit Ram Mandir a început în august 2020, acesta fiind sfințit pe 22 ianuarie 2024.